# Rumänische Orthodoxe Metropolie für Deutschland, Zentral- und Nordeuropa
Die Rumänische Orthodoxe Metropolie für Deutschland, Zentral- und Nordeuropa ist eine Kirchenprovinz der Rumänisch-Orthodoxen Kirche. Sie hat ihren Sitz seit 2001 in Nürnberg und ist eine Körperschaft des Öffentlichen Rechts.

## Organisation
Neben Deutschland gehören zum Metropoliegebiet auch Österreich, Luxemburg, Dänemark, Schweden, Norwegen und Finnland.
Erzbischof und Metropolit Serafim Joantă wird vom Münchener Weihbischof Sofian von Kronstadt (Brașov) unterstützt. Der Bischof Macarie Drăgoi des Suffraganbistums für Nordeuropa hat seinen Sitz in Stockholm.

## Geschichte
Die Synode der Rumänischen Orthodoxen Kirche gab in ihrer Sitzung vom 22./23. Januar 1993 „den Segen zur Bildung einer Diözese mit dem Titel Rumänische Orthodoxe Metropolie für Deutschland und Zentraleuropa“.
Am 12. Januar 1994 bestätigte die Synode der Rumänisch-Orthodoxen Kirche die Wahl Serafim Joantăs, als Metropoliten der Rumänisch-Orthodoxen Metropolie für Deutschland und Zentraleuropa. Bis 2001 hatte die Metropolie ihren Sitz in Regensburg als Gast am Ostkirchlichen Institut der Römisch-katholischen Kirche. In dieser Anfangszeit hatte die Metropolie keine eigene Kathedrale.
Im April 2018 fand in München-Aubing die Grundsteinlegung für ein neues Kirchenzentrum statt; dort soll eine Kirche samt Bischofssitz, Kloster und Gemeindezentrum gebaut werden.

## Metropolitan-Kathedrale und Kloster in Nürnberg

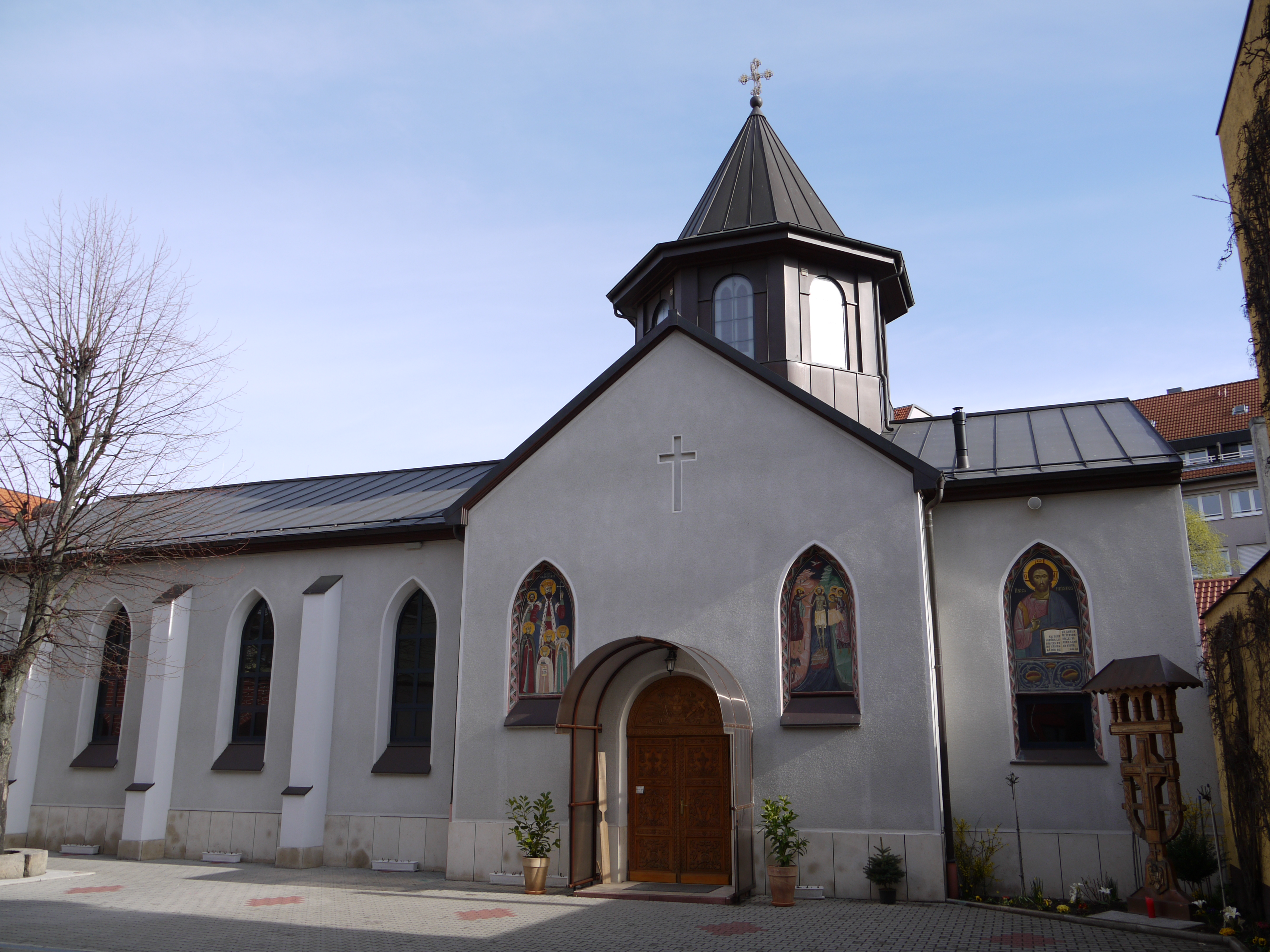
Metropolitan-Kathedrale in der Fürther Straße in Nürnberg

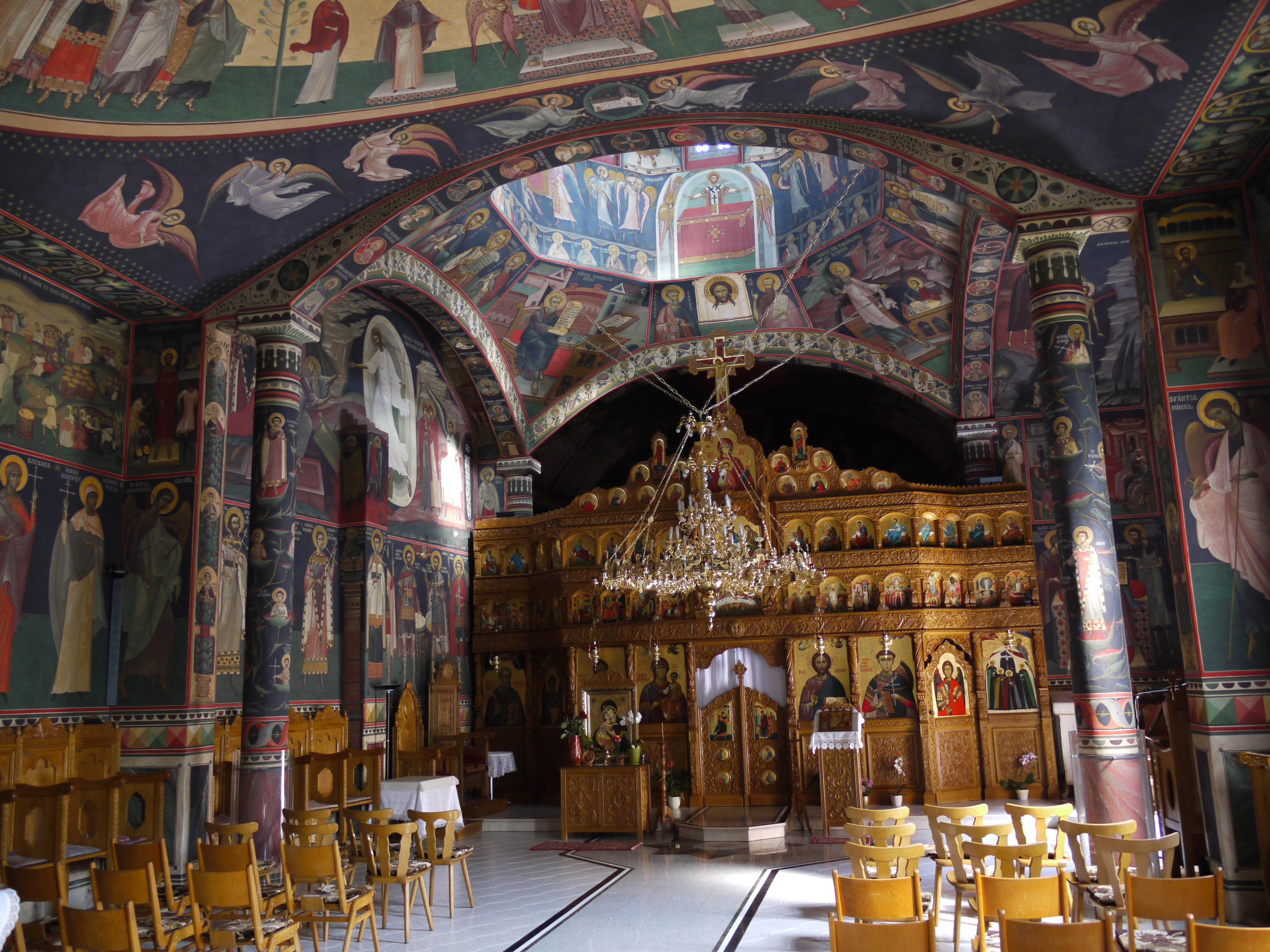
Innenraum der Metropolitan-Kathedrale in Nürnberg

Die Evangelisch-Lutherische Kirche in Bayern verkaufte die frühere Epiphanias-Kirche in Nürnberg wegen eines Neubaus an die Metropolie. Die Kirche wurde durch rumänische Ikonen-Künstler im byzantinischen Stil neu gestaltet. Sie wurde 2006 als Metropolitankathedrale geweiht. Hier befinden sich auch das Kloster Hl. Märtyrer Brâncoveanu, das einzige Kloster der Metropolie, und die Pfarrei Hl. Märtyrer Demetrios. Hegoumena des Nonnenkonvents ist Schwester Marina Muntean.
Koordinaten: 49° 27′ 24,6″ N, 11° 2′ 22,8″ O